# Hercules (romersk mytologi)

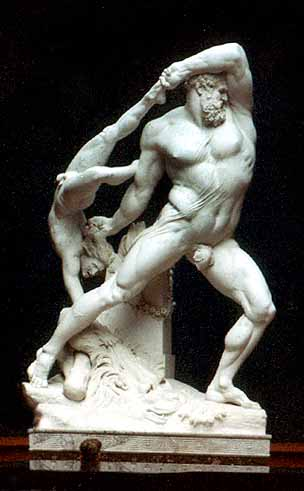
Herkules och Likas, skulptur av Antonio Canova.

Hercules (traditionell svensk stavning Herkules) var i romersk mytologi motsvarigheten till grekernas Herakles. Han avbildas ofta med klubba och lejonskinn. Hercules var son till guden Jupiter och prinsessan Alkmena. Han var gift med Juventas. Romarna byggde vidare på de grekiska sagorna om honom och det är främst den romerska versionen av den starke halvguden som återfinns i otaliga böcker, målningar och filmer som sedan romartiden gjorts om honom.